# Tazlău (Neamţ)
Tazlău é uma comuna romena localizada no distrito de Neamţ, na região de Moldávia. A comuna possui uma área de 177.56 km² e sua população era de 2996 habitantes segundo o censo de 2007.